# ラーマ4世
ラーマ4世（ラーマ4せい、タイ語: รัชกาลที่ ๔）は、チャクリー王朝の第4代のシャム国王。タマユットニカーイの創設者。チョームクラオや、モンクット（タイ語: มงกุฎ, ラテン文字転写: Mongkut）の名でも呼ばれる。ただし、ラーマ6世の名にもモンクットの語が登場するため注意を要する。『清史稿』は鄭明と呼ばれる。
かつて発行されていた50バーツ紙幣に肖像が使用されていた。

## 生涯
父はラーマ2世、母はシースリエントラー（Sri Suriyendra）である。
元々は兄のラーマ3世よりも彼の方に王位継承権があったが、学業専念のために兄に王位を譲り、学問を続けた。即位までの27年間は出家して寺院に属し、経文の言語であるパーリ語、サンスクリット語をマスターした。その中でタイの仏教のあり方に疑問を感じていた。
その後、キリスト教宣教師の手を借りて、英語・ラテン語を学び、ルネサンスを通じて教義が合理化されたキリスト教に触れ、新時代の宗教は合理化されたものでなければならないと感じ、俗信を排除した仏教を建てた。このとき建てられた革新派の仏教集団をタマユットニカーイと言う。ラームカムヘーン大王碑文を発見した人物でもある。
即位後は、西洋との関係を重視し、イギリスからアンナ・レオノーウェンズ（Mrs. Anna Leonowens）を家庭教師に招き入れ、子弟に西洋の教育をさせた。このときのことは小説『アンナとシャム王』に書かれているが、アンナに虚言癖があったため、全面的な信用はしない方がよいと言われる。この話は後に『アンナとシャム王』で初めて映画化されて、『王様と私』で劇作化と映画化、『アンナと王様』で3度目の映画化がされたが、いずれもタイでは上映が禁止されている。
1854年には清への朝貢を止め、トンブリー王朝以来つづいていた冊封体制から脱した。1855年にイギリスと通商貿易に関するボウリング条約(不平等条約) を締結。西洋と自由貿易を開始し、米を輸出するようになった。このためタイの中央平原部に運河が多く建設され、米の増産がはかられた。現在においても米はタイの大きな輸出品目である。外国人の便宜を図るため、「ニューロード」（ジャルンクルン通り）を建設したりもした。また、62人の子を残したとされる。
ラーマ4世（モンクット王）は独学で学んだ天文学によって日食の場所・時刻を発見し、1868年8月18日にプラチュワップキーリーカンを訪れ、予測通り観測できたといわれる。しかし、観測場所に選んだサームローイヨート付近はマラリアのはびこる地帯であったため、ラーマ4世もこれに伝染し、2週間後崩御したという。

## 登場作品

### 映画
- アンナとシャム王（1946年）演：レックス・ハリソン
- 王様と私（1956年）演：ユル・ブリンナー
- アンナと王様（1999年）演：チョウ・ユンファ

## 関連項目

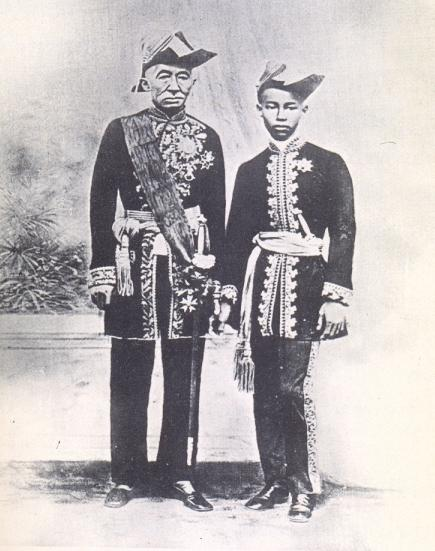
洋装のラーマ4世とチュラーロンコーン王子

### 演劇
- 王様と私